# Strolghino

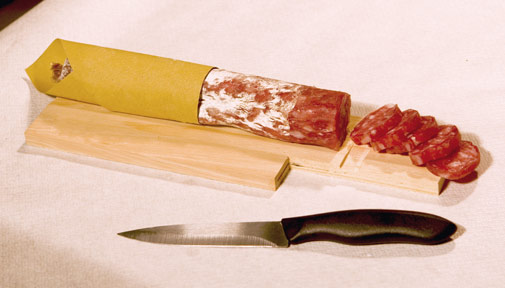
Strolghino in Strohpapier gehüllt

Strolghino ist eine italienische Rohwurst. Die kleine Schweine-Salami ist eine Spezialität aus den Provinzen Parma und Piacenza in der Emilia-Romagna.

## Herstellung
Strolghino wird aus Schnittresten aus der Fleisch- und Wurstwarenproduktion hergestellt und hat als vermeintliches Abfallprodukt eine lange Tradition. Früher wurde für seine Herstellung das Fleisch verwendet, das beim Entknochen der Schweineschulter und des Schweinerückens anfiel. Heutzutage wird je nach Rezept auf unterschiedliche Fleischmischungen zurückgegriffen. Die Schnittreste aus der Herstellung des Culatello sind als Zutat des Strolghino bei allen Mischungen gemein, wobei auch nur Culatellofleisch, also Fleisch von der Oberschale, verwendet wird. Er wird deshalb auch als kleiner Culatello bezeichnet. Daneben können noch Schnittreste aus der Rohschinken- oder aus der Herstellung der Salamisorte Salame Gentile beigemischt werden.
Die Rohfleischmischung, zu der noch Speck hinzugefügt wird, wird anschließend zerkleinert und mit Salz und Pfeffer gewürzt. Je nach Hersteller können noch andere Gewürze beigemengt werden. Die fertige Salamimischung wird anschließend in hauchdünne Naturdärme gefüllt, was den Trocken- und Reifungsprozess beschleunigt. In der Regel kann er nach 15 Tagen Reifezeit verzehrt werden. Er kommt in Strohpapier gehüllt in den Handel und sollte frisch verzehrt werden. Er eignet sich nicht zum Altern, da er dabei austrocknet und seinen Geschmack einbüßt. Um den Alterungsprozess aufzuhalten, wird er im Handel auch luftdicht verpackt angeboten.
Strolghino hat traditionell eine hufeisenförmige Form mit einem Durchmesser von etwa drei Zentimetern und wiegt zwischen 500 und 1000 Gramm. Er wird auch in Stücken verkauft.
Sein Name leitet sich aus dem Wort strolag ab, was im lokalen Dialekt so viel wie Hellseher bedeutet. Der Name bezieht sich auf den Umstand, dass der Strolghino wegen seiner kurzen Reifezeit Hinweise lieferte, welche qualitative Entwicklung andere Fleisch- und Wurstwaren mit längeren Reifezeiten nahmen. Nach einer anderen Variante musste der Hellseher wegen seines schwierigen Herstellungsverfahrens zu Rate gezogen werden.